# Kupa na Bălgarija 1999-2000
La Coppa di Bulgaria 1999-2000 è stata la 18ª edizione di questo trofeo, e la 60ª in generale di una coppa nazionale bulgara di calcio, iniziata il 29 settembre 1999 e terminata il 31 maggio 2000.  Il Levski Sofia ha vinto il trofeo per la ventunesima volta.

## Primo turno
A questo turno partecipano 20 squadre della terza e della quarta divisione.
| Squadra 1          | Risultato       | Squadra 2          |
| ------------------ | --------------- | ------------------ |
| 13 settembre 1999  |                 |                    |
| Golemi vrah        | 1 – 0           | Septemvri Simitli  |
| Levski Glavinista  | 0 – 1           | Fearplay Varna     |
| Jambol             | 1 – 2           | Spartak Plovdiv    |
| Arda Kărdžali      | 0 – 2           | Nesebăr            |
| Botev Gălăbovo     | 1 – 0           | Sliven             |
| Rodopa Smoljan     | 5 – 0           | Dimitrovgrad       |
| Planinets Apriltsi | 8 – 1           | Lokomotiv Dryanovo |
| Venets Oreshets    | 0 – 0 (4-3 dtr) | Svoboda Milkovica  |
| Dunav Selanovtsi   | 2 – 5           | Pavlikeni          |
| Yunak Shumen       | 6 – 2           | Levski Omurtag     |

## Secondo turno
A questo turno partecipano i 10 vincitori del turno precedente con l'aggiunta di 16 squadre della Seconda Lega e le restanti 6 squadre della terza e quarta divisione.
| Squadra 1          | Risultato       | Squadra 2              |
| ------------------ | --------------- | ---------------------- |
| 13 ottobre 1999    |                 |                        |
| Golemi vrah        | 0 – 0 (6-5 dtr) | Lokomotiv Stara Zagora |
| Botev Gălăbovo     | 1 – 2           | Vidima-Rakovski        |
| Pavlikeni          | 0 – 0 (5-6 dtr) | Haskovo                |
| Planinets Apriltsi | 1 – 3           | Spartak Pleven         |
| Nesebăr            | 1 – 2 (dts)     | Lokomotiv Plovdiv      |
| Fearplay Varna     | 1 – 2           | Septemvri Sofia        |
| Kaliakra           | 1 – 1 (4-5 dtr) | Černo More Varna       |
| Varshets           | 0 – 2           | Dunav Ruse             |
| Iskar German       | 0 – 0 (4-2 dtr) | Ludogorec              |
| Venets Oreshets    | 1 – 0           | Strumska Slava         |
| Rodopa Smoljan     | 0 – 0 (5-6 dtr) | Kremikovtsi            |
| Vihar Vetren       | 0 – 7           | Botev Vraca            |
| Spartak Plovdiv    | 3 – 1           | Svetkavica             |
| Benkovski Byala    | 1 – 2           | Iskar Sofia            |
| Yunak Shumen       | 1 – 1 (5-3 dtr) | FK Etăr                |
| Marek Dupnica      | 1 – 4           | Marica Plovdiv         |

## Sedicesimi di finale
A questo turno partecipano i 16 vincitori del turno precedente con l'aggiunta delle 16 squadre della Prima Lega.
| Squadra 1        | Risultato       | Squadra 2            |
| ---------------- | --------------- | -------------------- |
| 27 ottobre 1999  |                 |                      |
| Iskar Sofia      | 2 – 4           | Slavia Sofia         |
| Venets Oreshets  | 0 – 4           | CSKA Sofia           |
| Liteks Loveč     | 3 – 1           | Septemvri Sofia      |
| Belasica Petrič  | 1 – 0           | Lokomotiv Plovdiv    |
| Dobrudža         | 10 – 0          | Haskovo              |
| Velbažd          | 1 – 0           | Dunav Ruse           |
| Slavia Sofia     | 3 – 0           | Kremikovtsi          |
| Marica Plovdiv   | 1 – 2 (dts)     | FK Černomorec Burgas |
| Botev Vraca      | 1 – 2           | Minjor Pernik        |
| Spartak Pleven   | 1 – 2           | Beroe                |
| Golemi vrah      | 1 – 6           | Spartak Varna        |
| Vidima-Rakovski  | 0 – 0 (3-4 dtr) | Lokomotiv Sofia      |
| Černo More Varna | 2 – 0           | Pirin Blagoevgrad    |
| Yunak Shumen     | 1 – 4           | Botev Plovdiv        |
| Spartak Plovdiv  | 0 – 2           | Neftohimik Burgas    |
| Iskar German     | 0 – 0 (7-8 dtr) | Šumen                |

## Ottavi di finale
| Squadra 1                        | Totale      | Squadra 2            | Andata | Ritorno |
| -------------------------------- | ----------- | -------------------- | ------ | ------- |
| 10 novembre 1999/8 dicembre 1999 |             |                      |        |         |
| Levski Sofia                     | 3 – 3 (gfc) | Liteks Loveč         | 2 - 0  | 1 - 3   |
| Černo More Varna                 | 1 – 4       | FK Černomorec Burgas | 0 - 2  | 1 - 2   |
| Neftohimik Burgas                | 7 – 1       | Beroe                | 3 - 0  | 4 - 1   |
| Lokomotiv Sofia                  | 4 – 2       | Belasica Petrič      | 4 - 1  | 0 - 1   |
| Velbažd                          | 6 – 4       | Spartak Varna        | 3 - 0  | 3 - 4   |
| Botev Plovdiv                    | 4 – 1       | Minjor Pernik        | 2 - 0  | 2 - 1   |
| Dobrudža                         | 2 – 5       | Šumen                | 2 - 1  | 0 - 4   |
| Slavia Sofia                     | 2 – 3       | CSKA Sofia           | 1 - 2  | 1 - 1   |

## Quarti di finale
| Squadra 1                   | Totale      | Squadra 2            | Andata | Ritorno |
| --------------------------- | ----------- | -------------------- | ------ | ------- |
| 22 marzo 2000/5 aprile 2000 |             |                      |        |         |
| CSKA Sofia                  | 1 – 4       | Levski Sofia         | 0 - 1  | 1 - 3   |
| Lokomotiv Sofia             | 3 – 3 (gfc) | Velbažd              | 3 - 1  | 0 - 2   |
| Šumen                       | 5 – 7       | FK Černomorec Burgas | 5 - 1  | 0 - 6   |
| Neftohimik Burgas           | 4 – 1       | Botev Plovdiv        | 3 - 0  | 1 - 1   |

## Semifinali
| Squadra 1                    | Totale | Squadra 2         | Andata | Ritorno |
| ---------------------------- | ------ | ----------------- | ------ | ------- |
| 18 aprile 2000/1 maggio 2000 |        |                   |        |         |
| Levski Sofia                 | 6 - 2  | Velbažd           | 6 - 1  | 0 - 1   |
| FK Černomorec Burgas         | 3 - 5  | Neftohimik Burgas | 2 - 2  | 1 - 3   |

## Finale
| Arbitro: | Anton Genov |

|  |           |                               |
|  | Marcatori | 87’ G. Ivanov 90+2’ B. Ivanov |